# Zoutestraat (Berendrecht)
De Zoutestraat is een straat en kasseistrook in de Belgische provincie Antwerpen in Berendrecht. De strook is 1740 meter lang en wordt opgenomen in diverse wielerkoersen, waaronder de Antwerp Port Epic (mannen) en de Antwerp Port Epic (vrouwen). 